# Red Sonja (filme)
Red Sonja (bra: Guerreiros de Fogo; prt: Kalidor, a Lenda do Talismã) é um filme neerlando-estadunidense de espada e feitiçaria de 1985, dirigido por Richard Fleischer e escrito por Clive Exton e George MacDonald Fraser. Baseado no personagem criado por Robert E. Howard - Red Sonya de Rogatino - que também inspirou a personagem de quadrinhos de mesmo nome.
O filme apresenta Brigitte Nielsen como personagem-título, com Sandahl Bergman, Paul L. Smith, Ronald Lacey e Arnold Schwarzenegger em papéis coadjuvantes. Assim como em Conan, Red Sonja se passa na Era Hiboriana, um tempo pré-histórico fictício retratado anteriormente nos filmes Conan, o Bárbaro (1982) e Conan, o Destruidor (1984).
Foi lançado nos cinemas nos Estados Unidos em 3 de julho de 1985, pela MGM/UA Entertainment Co. Após o lançamento, o filme foi um fracasso comercial e de crítica, arrecadando US$ 6,9 milhões com um orçamento de US$ 17,9 milhões. Arnold Schwarzenegger disse em entrevista que Red Sonja é o pior filme que ele já fez.

## Sinopse
Em um mundo de barbárie, a rainha Gedren deseja o poder absoluto. Ela invade a cidade de Hablac e mata o guardião de um talismã que lhe dará esse poder. É quando Red Sonja, a irmã do guardião, decide derrubar a rainha com sua espada mágica e com a ajuda de Kalidor, por quem se apaixona. Mas a sua força depende de uma condição: Ela tem que jurar que jamais irá se apaixonar por um homem a não ser se ele for mais forte do que ela.

## Elenco
- Brigitte Nielsen: Red Sonja
- Arnold Schwarzenegger: Lorde Kalidor
- Sandahl Bergman: Rainha Gedren de Berkubane
- Paul L. Smith: Falkon
- Ernie Reyes Jr.: Príncipe Tarn, o menino mimado herdeiro de Hablock
- Ronald Lacey: Ikol
- Pat Roach: Lorde Brytag
- Terry Richards: Djart
- Janet Agren: Varna, irmã sacerdotisa da Red Sonja
- Donna Osterbuhr: Sumo-Sacerdotisa Kendra
- Hans Meyer: Pai da Red Sonja
- Tutte Lemkow: Mago
- Kiyoshi Yamasaki: Kyobo
- Tad Horino: Mestre espadachim
- Sven-Ole Thorsen: Guarda-costas do Lorde Brytag
- Erik Holmey: Guarda-costas do Lorde Brytag

## Produção
Uma adaptação cinematográfica de Red Sonja foi anunciada pela primeira vez em 1983, com direção de Ralph Bakshi. A produção foi adiada um ano e Bakshi foi substituído por Richard Fleischer, que também dirigiu a adaptação anterior de Robert E. Howard com Arnold Schwarzenegger - Conan, o Destruidor.
Em Conan, o Bárbaro, Sandahl Bergman interpretou a deuteragonista Valéria, uma ladra e o amor da vida de Conan. Foi oferecido a Bergman o papel de Red Sonja, mas ela recusou, optando por interpretar a vilã - a Rainha Gedren. De Laurentiis se encontrou com a atriz Laurene Landon e pretendia oferecer-lhe o papel de Red Sonja até descobrir que ela estava em um filme anterior chamado Hundra; temendo que fosse muito parecido, De Laurentiis decidiu não lhe dar o papel. Em um episódio de 2015 de The Real Housewives of Beverly Hills, a atriz de novela Eileen Davidson revelou que fez o teste para o papel e na verdade foi vice-campeã de Brigitte Nielsen. Demorou quase um ano para De Laurentiis encontrar uma atriz “amazônica” o suficiente para interpretar o personagem titular; ele ainda estava procurando, oito semanas antes da produção programada, quando viu Brigitte Nielsen na capa de uma revista de moda. A jovem de 21 anos, natural de Helsingør, na Dinamarca, estava em Milão para trabalhar como modelo, logo se viu em um avião com destino a Roma e fez um teste de elenco bem-sucedido.
George MacDonald Fraser, que recentemente adaptara Vinte Mil Léguas Submarinas para De Laurentiis, foi contratado para trabalhar no roteiro durante as filmagens. Várias cenas foram filmadas na Itália, ao redor do maciço Gran Sasso (Celano, Campo Felice e Campo Imperatore) e em estúdios em Roma.

## Música
A música de Red Sonja foi composta e regida por Ennio Morricone.

### Trilha sonora

#### Lista de faixas do primeiro lançamento em LP
1. Symphonic Suite for Chorus and Orchestra - Part I (16:37)
2. Symphonic Suite for Chorus and Orchestra - Part II (18:42)

#### Lista de faixas para o lançamento do CD
1. Prologue (01:24)
2. Main Title (02:22)
3. The Talisman (03:15)
4. Temple Raid (01:39)
5. Touch It (01:03)
6. Sonja and the Sword Master (01:49)
7. Vanna's Death (02:00)
8. The Gate of Brytag (01:47)
9. Sonja vs. Brytag (01:14)
10. Fighting the Soldiers (03:36)
11. The Chamber of Lights (02:02)
12. Sorcery (00:46)
13. Sonja Teaches Tarn (01:33)
14. Treasure in the Cavern (02:07)
15. Kalidor and Sonja (01:43)
16. A Fair Fight (01:50)
17. Entering the Castle (02:12)
18. Sonja Defeats the Queen (01:36)
19. End Credits (03:42)

## Recepção
O filme recebeu avaliações em sua maioria negativas da crítica. O Rotten Tomatoes deu ao filme uma pontuação de 21% com base em 28 avaliações, com o consenso crítico do site afirmando:

"Enfadonho, mal dirigido e mal interpretado, Red Sonja é uma conclusão pouco inspirada para a trilogia bárbara de Schwarzenegger."
No Metacritic o filme tem pontuação de 35% com base nas resenhas de 6 críticos, indicando "críticas geralmente desfavoráveis". Schwarzenegger comentou: "É o pior filme que já fiz." Ele brincou: “Agora digo aos meus filhos que, se eles saírem da linha, serão forçados a assistir Red Sonja dez vezes seguidas." John Grant, autor da entrada do filme em The Encyclopedia of Fantasy (1997), deu a Red Sonja uma crítica negativa, comentando "Moralmente dúbio (o lesbianismo de Gedren é descrito como um de seus atributos malignos) e pior atuado do que as palavras podem explicar, Red Sonja é uma grande vergonha."
O historiador de cinema Leonard Maltin deu ao filme 1,5 de 4 estrelas possíveis. Ele passou a citar o filme como: "Espectacularmente bobo... Embora possa divertir os espectadores juvenis, a maior parte da diversão para os adultos está em decidir quem tem o pior desempenho - Brigitte Nielsen ou Sandahl Bergman. A trilha sonora de Ennio Morricone é muito melhor do que um filme como este merece, assim como os figurinos e cenários de Danilo Donati." Joe Kane, o “Fantasma dos Filmes”, deu ao filme uma crítica ainda pior: 1 em 4 estrelas. Segundo ele, "Enquanto Conan, o Bárbaro, era espada-e-feitiçaria, isso é grunhido-e-gemido: os atores grunhem, enquanto o público geme... Em meio ao tespianismo de madeira, ao alívio cômico redundante e à narrativa desajeitada, o feito mais impressionante de Arnold Schwarzenegger é conseguir ficar fora da tela por mais da metade do tempo de exibição, apesar de ser o mais cotado".
Siskel e Ebert também deram críticas negativas ao filme, embora ambos tenham considerado o filme involuntariamente engraçado. Tanto Gene Siskel quanto Roger Ebert concordaram que o filme foi mal feito, mas continha humor exagerado o suficiente para que pudesse ser concebido como uma paródia; Ebert notou o "diálogo o qual parece que os atores já leram a paródia deste filme na revista Mad". Ambos os críticos riram durante as críticas, principalmente quando Siskel notou a posição estranha da estátua do Buda. Andrea Wright, escrevendo para o Journal of Gender Studies, argumentou que o filme tem uma representação problemática das mulheres, porque a personagem Red Sonja é sexualizada e depende de uma contraparte masculina.

## Prêmios e indicações
O filme foi indicado a três prêmios Framboesa de Ouro: Pior Atriz, Pior Nova Estrela (Brigitte Nielsen) e Pior Atriz Coadjuvante (Sandahl Bergman). Nielsen venceu na categoria Pior Nova Estrela, compartilhada por sua atuação em Rocky IV.

## Outras mídias

### Quadrinhos
O filme apresenta a personagem da Marvel Comics, Red Sonja, criada por Roy Thomas e que apareceu pela primeira vez na revista em quadrinhos Conan the Barbarian (# 23) da Marvel em 1973. A personagem foi inspirada em Red Sonya de Rogatino, uma personagem criada por Robert E. Howard aparecendo em seu conto The Shadow of the Vulture (1934). A Marvel Comics publicou uma adaptação em quadrinhos do filme da escritora Louise Simonson e dos artistas Mary Wilshire e Vince Colletta no Marvel Super Special #38. A adaptação também estava disponível como uma série limitada de duas edições.

### Reboot
Um segundo filme de Red Sonja esteva em desenvolvimento há vários anos. Em 2008, Robert Rodriguez e sua produtora Troublemaker Studios estavam trabalhando em uma versão que teria Rose McGowan como personagem-título. Em 2009, no entanto, o projeto de Rodriguez foi cancelado e, em fevereiro de 2010, os detentores dos direitos - Nu Image - estavam avançando com outro novo filme projetado, a ser dirigido por Simon West. O produtor Avi Lerner disse que gostaria de ver Amber Heard no papel de Sonja, depois de ter trabalhado com ela em Drive Angry. Lerner disse que o filme seria rodado antes da sequência de Conan, o Bárbaro. Em agosto de 2012, na estreia de Os Mercenários 2, West disse que o filme estava parado na produção. Em fevereiro de 2015 foi noticiado que Christopher Cosmos havia sido contratado como roteirista do novo filme.
Em novembro de 2017, o Deadline informou que a Millennium Films financiaria e produziria um novo filme da Red Sonja com Lerner e Joe Gatta produzindo ao lado de Mark Canton e Courtney Solomon da Cinelou Films e escrito por Ashley Miller. Em setembro de 2018, o The Hollywood Reporter informou que o estúdio estava de olho em Bryan Singer para dirigir o filme. Em outubro de 2018, Singer foi confirmado para dirigir o filme. Em 11 de fevereiro de 2019, a Millennium Films anunciou que Red Sonja não estava mais em sua lista de filmes, devido às recentes acusações de abuso sexual contra Singer. Em março de 2019, de acordo com um artigo de Charlotte Kirk, Lerner retirou Singer do projeto porque não conseguiu um distribuidor doméstico. Em junho de 2019, Joey Soloway assinou contrato para escrever, dirigir e produzir o filme. Em 26 de fevereiro de 2021, o The Hollywood Reporter anunciou que Tasha Huo escreveria o filme. Em 5 de maio de 2021, a mesma publicação anunciou que Hannah John-Kamen seria escalada como personagem-título. O filme deveria ser filmado em 2022. É relatado que Hannah e Joey deixaram o filme. A Millennium Films escolheu MJ Bassett para escrever e dirigir o filme e abriu uma chamada de elenco por causa disso. Foi anunciado em 2022 que o filme iniciou a produção e que a personagem-título será interpretada por Matilda Lutz.